# Örbyhus Golfklubb
Örbyhus Golfklubb är en golfklubb i Uppland.
Örbyhus Golfklubb ligger på åkermark som tillhörde Örbyhus slotts jordbruk. Jordbruket lades ner 1984, och i slutet av 80-talet började man anlägga en golfbana på markerna. 1990 var sedan en 18-håls golfbana spelklar.
Klubben har även ett elitlag som varit uppe och nosat i Division 1, där man spelat två säsonger (2005, 2006).